# Victoria Jiménez Kasintseva
Victoria Jiménez Kasintseva (sinh ngày 9 tháng 8 năm 2005) là một vận động viên quần vợt trẻ người Andorra. Cô giành danh hiệu đơn nữ trẻ Giải quần vợt Úc Mở rộng 2020, đánh bại Weronika Baszak trong trận chung kết. Đó là giải Grand Slam trẻ đầu tiên của cô, và cô là tay vợt trẻ nhất trong vòng đấu chính. Jiménez Kasintseva có thứ hạng đánh đơn WTA cao nhất là vị trí số 252, vào ngày 22 tháng 11 năm 2021, và thứ hạng đánh đôi cao nhất là vị trí số 630, vào ngày 22 tháng 11 năm 2021. Cô lần đầu tiên tham dự vòng đấu chính WTA tại giải Mutua Madrid Open 2021 khi được đặc cách, cũng là tay vợt trẻ nhất và là tay vợt Andorra đầu tiên tham dự một vòng đấu chính WTA, cô thua ở vòng 1 trước Kiki Bertens.
Jiménez Kasintseva đã giành 8 danh hiệu đơn ITF Junior Circuit, và một danh hiệu đôi. Cô có thứ hạng ITF trẻ cao nhất là vị trí số 1 vào ngày 9 tháng 3 năm 2020.
Jiménez Kasintseva bắt đầu tập luyện với bố cô và huấn luyện viên, Joan Jiménez, người có thứ hạng ATP Tour cao nhất là vị trí số 505 vào năm 1999. Cô là fan hâm mộ Rafael Nadal và Petra Kvitová.

## Sự nghiệp trẻ

### Thống kê Grand Slam trẻ
Đơn:
- Úc Mở rộng: VĐ (2020)

- Pháp Mở rộng: TK (2021)

- Wimbledon: BK (2021)

- Mỹ Mở rộng: TK (2021)

Đôi:
- Úc Mở rộng: V1 (2020)

- Pháp Mở rộng: BK (2021)

- Wimbledon: V1 (2021)

- Mỹ Mở rộng: BK (2021)

## Thống kê sự nghiệp
| VĐ | CK | BK | TK | V# | RR | Q# | A |  | Z# | PO | G | F-S | SF-B | NMS | NH |

### Đơn
| Giải đấu     | 2021 | 2022 | T–B |
| ------------ | ---- | ---- | --- |
| Grand Slam   |      |      |     |
| Úc Mở rộng   | VL1  | VL2  | 0–0 |
| Pháp Mở rộng | A    |      | 0–0 |
| Wimbledon    | A    |      | 0–0 |
| Mỹ Mở rộng   | A    |      | 0–0 |
| Thắng–Bại    | 0–0  | 0–0  | 0–0 |
| WTA 1000     |      |      |     |
| Madrid Open  | V1   |      | 0–1 |

## Chung kết ITF Circuit
| Chú thích |
| --------- |
| $100,000  |
| $80,000   |
| $60,000   |
| $25,000   |
| $15,000   |

### Đơn: 3 (1 danh hiệu, 2 á quân)
| Kết quả | T–B | Ngày              | Giải đấu                                   | Thể loại | Mặt sân | Đối thủ             | Tỷ số    |
| ------- | --- | ----------------- | ------------------------------------------ | -------- | ------- | ------------------- | -------- |
| Thua    | 0–1 | Tháng 8 năm 2021  | ITF San Bartolomé de Tirajana, Tây Ban Nha | 60,000   | Đất nện | Arantxa Rus         | 0–6, 1–6 |
| Thắng   | 1–1 | Tháng 11 năm 2021 | ITF Aparecida de Goiania, Brazil           | 25,000   | Đất nện | Panna Udvardy       | 6–3, 7–5 |
| Thua    | 1–2 | Tháng 1 năm 2022  | Bendigo International, Úc                  | 60,000+H | Cứng    | Ysaline Bonaventure | 3–6, 1–6 |

### Đôi: 1 (á quân)
| Chú thích |
| --------- |
| $100,000  |
| $80,000   |
| $60,000   |
| $25,000   |
| $15,000   |

| Chung kết theo mặt sân |
| ---------------------- |
| Cứng (0–0)             |
| Đất nện (0–1)          |
| Cỏ (0–0)               |
| Thảm (0–0)             |

| Kết quả | Ngày             | Giải đấu         | Thể loại | Mặt sân             | Đồng đội       | Đối thủ                                  | Tỷ số    |
| ------- | ---------------- | ---------------- | -------- | ------------------- | -------------- | ---------------------------------------- | -------- |
| Thua    | Tháng 3 năm 2021 | ITF Amiens, Pháp | 15,000   | Đất nện (trong nhà) | Elsa Jacquemot | Seone Mendez María José Portillo Ramírez | 4–6, 3–6 |

## Chung kết Grand Slam

### Đơn: 1 (1 danh hiệu)
| Kết quả | Năm  | Giải đấu   | Mặt sân | Đối thủ         | Tỷ số         |
| ------- | ---- | ---------- | ------- | --------------- | ------------- |
| Thắng   | 2020 | Úc Mở rộng | Cứng    | Weronika Baszak | 5–7, 6–2, 6–2 |

## Chung kết ITF trẻ
| Chú thích   |
| ----------- |
| Thể loại GA |
| Thể loại G1 |
| Thể loại G2 |
| Thể loại G3 |
| Thể loại G4 |
| Thể loại G5 |

### Đơn (8–1)
| Kết quả | T–B | Ngày              | Giải đấu                              | Hạng | Mặt sân | Đối thủ                 | Tỷ số               |
| ------- | --- | ----------------- | ------------------------------------- | ---- | ------- | ----------------------- | ------------------- |
| Thắng   | 1–0 | Tháng 4 năm 2019  | ITF Tarragona, Tây Ban Nha            | G5   | Đất nện | Sebastianna Scilipoti   | 6–2, 6–7(5), 7–6(1) |
| Thắng   | 2–0 | Tháng 7 năm 2019  | ITF Limelette, Bỉ                     | G4   | Đất nện | Amelia Waligora         | 6–4, 6–0            |
| Thắng   | 3–0 | Tháng 8 năm 2019  | ITF Barcelona, Tây Ban Nha            | G3   | Đất nện | Anouck Vrancken Peeters | 6–4, 3–6, 6–3       |
| Thắng   | 4–0 | Tháng 9 năm 2019  | ITF El Prat de Llobregat, Tây Ban Nha | G3   | Đất nện | Vanda Vargova           | 4–6, 6–2, 6–0       |
| Thắng   | 5–0 | Tháng 11 năm 2019 | ITF Saint-Cyprien, Pháp               | G3   | Cứng    | Amelia Bissett          | 6–7(3), 6–1, 7–6(3) |
| Thắng   | 6–0 | Tháng 12 năm 2019 | ITF Mérida, Mexico                    | GA   | Cứng    | Mélodie Collard         | 7–6(8), 6–2         |
| Thắng   | 7–0 | Tháng 1 năm 2020  | Úc Mở rộng                            | GA   | Cứng    | Weronika Baszak         | 5–7, 6–2, 6–2       |
| Thắng   | 8–0 | Tháng 10 năm 2020 | ITF Plovdiv, Bulgaria                 | G1   | Đất nện | Sofia Costoulas         | 6–2, 6–1            |
| Thua    | 8–1 | Tháng 11 năm 2020 | ITF Villena, Tây Ban Nha              | G1   | Đất nện | Elsa Jacquemot          | 1–6, 6–4, 6–7(8)    |

### Đôi (1–2)
| Kết quả | T–B | Ngày              | Giải đấu                              | Hạng | Mặt sân | Đồng đội            | Đối thủ                            | Tỷ số            |
| ------- | --- | ----------------- | ------------------------------------- | ---- | ------- | ------------------- | ---------------------------------- | ---------------- |
| Thua    | 0–1 | Tháng 9 năm 2019  | ITF Palermo, Ý                        | G3   | Đất nện | Tea Lukic           | Jennifer Ruggeri Arianna Zucchini  | 6–3, 5–7, [2–10] |
| Thắng   | 1–1 | Tháng 9 năm 2019  | ITF El Prat de Llobregat, Tây Ban Nha | G3   | Đất nện | Fiona Arrese Mata   | Eleonora Alvisi Flavie Brugnone    | 6–3, 6–4         |
| Thua    | 1–2 | Tháng 11 năm 2019 | ITF Cancún, Mexico                    | G1   | Cứng    | Amarissa Kiara Tóth | Maria Bondarenko Darja Semenistaja | 6–3, 0–6, [8–10] |